# Éric Tanguy
Éric Tanguy est un compositeur français né le 27 janvier 1968 à Caen.

## Biographie
Après une formation  au Conservatoire à rayonnement régional de Caen (violon, musique de chambre, analyse, écriture), Éric Tanguy étudie la composition avec Horatiu Radulescu (de 1985 à 1988), puis au Conservatoire national supérieur de musique de Paris dans la classe d'Ivo Malec. Il y étudie aussi avec Gérard Grisey, et obtient un premier prix de composition en 1991. Pensionnaire à l'Académie de France à Rome (1993-1994), il a été l'invité spécial d'Henri Dutilleux au Tanglewood music centre, compositeur en résidence en Champagne-Ardenne (1995), à Lille (1995), auprès de l'Orchestre de Bretagne (2001 à 2003), au Festival des Arcs (2011)[réf. souhaitée]. Par ailleurs il a été le compositeur invité du festival d'Holstebro au Danemark en 2012, de la Kone Foundation (Saari Residence) en Finlande en 2015, et compositeur en résidence de l'Open Chamber Music Festival de Prussia Cove en Grande-Bretagne (à l'invitation de Steven Isserlis). 
En août 1999 peu après l'éclipse, il rencontre Rostropovitch à Reims, qui lui demande de lui écrire un concerto pour violoncelle.
Ses œuvres sont publiées aux Éditions Salabert. Le catalogue comporte plus de quatre-vingt-dix pièces (solo, pièces vocales, concertos, symphonies) qui figurent au répertoire des interprètes majeurs. 
Les chefs Alain Altinoglu, Lionel Bringuier, Semyon Bychkov, Jesús López Cobos, Edmon Colomer, Paul Daniel, Sofi Jeannin, Paavo Järvi, Theodor Guschlbauer, Louis Langrée, Ville Matvejeff, Seiji Ozawa, Michel Plasson, Jean-Jacques Kantorow, Marko Letonja, Ariane Matiakh, Pascal Rophé, François-Xavier Roth, Heinrich Schiff, Esa-Pekka Salonen, Stefan Sanderling, Otto Tausk ont dirigé ses œuvres. 
Parmi ses interprètes, on peut citer : Piotr Anderszewski, Nicholas Angelich, Franck Braley, Renaud Capuçon, Gautier Capuçon, Henri Demarquette, Anne Gastinel, Ivry Gitlis, François-Frédéric Guy, Natalia Gutman, François Leleux, Vahan Mardirossian, Emmanuel Pahud, Mstislav Rostropovitch, Akiko Suwanai, Janne Thomsen, les Quatuor Arditi, Attaca Quartet, Quatuor Diotima, Quatuor Modigliani, Quatuor Psophos, Quatuor Rosamonde, Quatuor Ysaÿe. 
Ses œuvres ont été jouées par les orchestres suivants : Orchestre National de France, Orchestre Philharmonique de Radio-France, Orchestre de Paris, Orchestre National de Bordeaux, Orchestre de Picardie, Orchestre National de Montpellier, Orchestre National du Capitole de Toulouse, Orchestre symphonique de Boston, Cologne Classical Ensemble, Orchestre National de Lyon, Orchestre philharmonique de Strasbourg, Orchestre de chambre de Paris, Orchestre d'Aarhus, Ensemble Intercontemporain, Florida Philharmonic Orchestra, Orchestre de Gävle, Orchestre philharmonique d'Helsinki, Sinfonia Finlandia Jyväskylä, Orchestre symphonique de Lahti, Orchestre philharmonique royal de Liège, London Sinfonietta, Los Angeles Philharmonic, Philharmonisches Staatsorchester Mainz, Orchestre de Minsk, Orchestre de chambre de Novossibirsk, Orchestre symphonique de Rome, Roma Tre Orchestra, Orchestre de Rostov, Slovenian Philharmonic Orchestra, Orchestre de la Tonhalle de Zürich, Royal Northern Sinfonia, Tapiola Sinfonietta, Sinfonia Varsovia, Tokyo Sinfonietta.
Éric Tanguy est professeur de composition à l'École normale de musique de Paris - Alfred Cortot (avec Régis Campo et Michaël Levinas) ainsi qu'au conservatoire du 12e arrondissement de Paris.

### Vie privée
Éric Tanguy a été le compagnon de la soprano française Patricia Petibon, avec laquelle il a eu un fils, Léonard, mais dont il est maintenant séparé. En 2003, il est père d'une fille, Lilou, qu'il a avec Emmanuelle Gaume. Il est marié depuis 2017 à la pianiste Suzana Bartal.

## Style
« Eric Tanguy passa, dès le mitan des années 1990, d'une musique résolument avant-gardiste issue de la mouvance spectrale à un langage plus clairement consonant, mélodique et lyrique, sans verser dans la mode rétro ou néotonale ».

## Œuvres
Une partie des partitions des œuvres de Éric Tanguy est éditée par les Éditions Billaudot.
- 1986 : Culte, pour flûte (création à Radio-France le 22 novembre 1988 par Pierre-Yves Artaud) - Éditions Pan
- 1986 : Still Waiting, pour flûte (création le 27 janvier 1993 au Conservatoire national supérieur de musique de Paris par Yvan Degardin) - Éditions Billaudot
- 1986 : Vitrail, pour violon (création le 29 juillet 1986 au Festival de Darmstadt par Éric Tanguy) - Éditions Billaudot
- 1987 : Altundeva I, pour bande magnétique (création le 22 octobre 1989 à Paris Radio-France- inédit
- 1988 : Avènement de la ligne, pour orgue (création le 08 novembre 1990 au Festival Extasis de Genève (Cathédrale Saint-Pierre) par Keït Koïto - Éditions Salabert (EAS 18948)
- 1989 : Océan N.Y. Fantaisie, pour piano (création le 25 avril 1991 à Paris Radio-France par Dominique My) - Éditions Salabert (EAS 18998)
- 1990 : Altundeva II, pour bande magnétique (création le 04 juillet 1990 à Paris Radio-France- inédit
- 1990 : Azur C, pour flûte basse (amplifiée) ou flûte en ut (création le 28 juillet 1990 au Festival de Darmstadt par Sebastian Winston) - Éditions Salabert (EAS 19004)
- 1990 : Concerto pour violon et ensemble instrumental n°1 (création le 24 février 1994 par Rodrigue Milosi et l'Orchestre Symphonique de Caen dirigé par Claude Bardon) - Éditions Salabert (EAS 18926)
- 1990 : Convulsive Beauty, pour violoncelle et 8 instrumentistes, commande de Radio-France (création le 26 janvier 1992 à Paris Radio-France par Véronique Marin et l'Ensemble Fa dirigé par Dominique My - Éditions Billaudot
- 1991 : Azur D, pour flûte traversière (première diffusion le 18 avril 1991 sur TF1 par Yvon Quénéa) - Éditions Salabert (EAS 19001)
- 1991 : Towards, pour percussion (création le 08 novembre 1992 au Festival Aujourd'hui Musique de Perpignan par Jean Geoffroy) - Éditions Billaudot
- 1991 : Vies Multiformes, quintette pour flûte, hautbois, clarinette, basson et cor, commande de l'État (création le 26 octobre 1991 aux Semaines Musicales Internationales d'Orléans par le Quintette Debussy) - Éditions Salabert (EAS 19029)
- 1991 : Vies-Multiformes, quintette à vent[10], commande de l'État (création le 26 octobre 1991 lors des Semaines Musicales Internationales d'Orléans par le Quintette Debussy) - Éditions Salabert (EAS 19029)
- 1992 : Concerto pour flûte n°1 (et 16 instruments), commande de l'État (création le 24 mai 1993 au Centre Georges Pompidou de Paris par l'Ensemble de l'Itinéraire dirigé par Ed Spanjaard (en)) - Éditions Salabert (EAS 19106)
- 1992 : Elsewhere, pour orchestre (création le 27 septembre 1992 au Festival Musica de Strasbourg par l'English Northern Philharmonia dirigé par Paul Daniel) - Éditions Billaudot
- 1992 : Un soleil rêvé, pour 14 instrumentistes, commande du Haut Conseil Culturel Franco-Allemand (création le 03 octobre 1993 à Cologne par l'Ensemble 2e2m et le Concerto Köln dirigés par Paul Méfano - Éditions Billaudot
- 1992 : Wadi, pour flûte traversière (création le 11 juillet 1993 à Paris Église des Billettes par Juliette Hurel - Éditions Salabert (EAS 19082)
- 1993 : Deux Études, pour piano, commande du Ministerium für Familien Frauen Weiterbildung Kunst, Baden Würtemberg (création le 19 mars 1994 au Festival de Rottemburg par Ortwin Stürmer) - Éditions Salabert (EAS 19189)
- 1993 : Jubilate, pour orchestre (création le 18 février 1994 à Paris, Radio-France par l'Orchestre national d'Île-de-France dirigé par Jacques Mercier) - Éditions Salabert (EAS 19191)
- 1993 : Quatuor à cordes n°1, commande du Festival Musica de Strasbourg (création le 23 septembre 2009 par le Quatuor Arditti)- Éditions Salabert (EAS 19137)
- 1993 : Sept Miniatures, pour piano (création le 23 novembre 1994 par des élèves de l'École Nationale de Musique de Chartres) - Éditions Salabert (EAS 19275)
- 1993 : Solo, pour violoncelle, commande de la DRAC de Champagne-Ardenne (création le 24 novembre 1993 à Reims par Gabin Linale) - Éditions Salabert (EAS 19153)
- 1994 : Concerto pour flûte n°2, commande du Festival de Saint-Riquier (création le 15 juillet 1994 par Patrick Gallois et l'Orchestre Sinfonietta de Picardie dirigé par Louis Langrée) - Éditions Salabert (EAS 19225)
- 1994 : Duo, pour flûte et clarinette (création le 25 août 1994 au Japon, Festival d'Akiyoshidaï par Pierre-Yves Artaud et Yakashi Yamane - Éditions Salabert (EAS 19256)
- 1994 : Ricercare, pour orgue, commande du Ministerium für Familien Frauen Weiterbildung Kunst, Baden Würtemberg (création le 06 juillet 1995 en l'Église Saint-Pierre de Chaillot par Cristoph-Maria Moosmann) - Éditions Salabert (EAS 19268)
- 1994 : Solo, version en demi-tons pour violoncelle, commande de la DRAC de Champagne-Ardenne (création le 23 mars 1995 à Paris, Galerie Jeanne Bucher par Gabin Linale) - Éditions Salabert (EAS 19251)
- 1994 : Trois Esquisses, pour violoncelle (création le 16 juillet 1994 au Festival de Saint-Riquier par Livia Stanese[11]) - Éditions Salabert (EAS 19235)
- 1995 : Concerto pour violoncelle et orchestre n°1, commande de l'État pour le Festival Musica (création en septembre 1995 à Strasbourg par Marc Coppey et l'Orchestre philharmonique de Strasbourg dirigé par Theodor Guschlbauer- Éditions Salabert (EAS 19289)
- 1995 : Célébration de Marie-Madeleine (texte de Michel Onfray) pour chœur mixte et orchestre, commande de l'Office Régional de Champagne-Ardenne (création le 29 juin 1996 à Reims par le Chœur Akademia et l'Orchestre de Picardie dirigé par Edmon Colomer - Éditions Salabert (EAS 19428)
- 1995 : Nocturne, pour violoncelle et piano (création le 09 septembre 1995 à Joinville, Château du Grand Jardin, par Henri Demarquette et François-Frédéric Guy) - 1995 Éditions Salabert (EAS 19285X)
- 1995 : Élégie, pour violon (création le 05 février 1995 à Paris, Radio-France par Jean Tuffet) - Éditions Salabert (EAS 19279)
- 1996 : Cinq Litanies, pour orgue, commande de la Société Philharmonique de Bruxelles (création le 12 mars 1996 au Festival Ars Musica par Keït Koïto) - Éditions Salabert (EAS 19447)
- 1996 : Concerto pour violon et orchestre n°2, commande de l'Orchestre de Paris (création le 17 février 1997 à Paris Salle Pleyel par Philippe Aïche et l'Orchestre de Paris dirigé par Semyon Bychkov) - Éditions Salabert (EAS 19487)
- 1996 : Faustine et les Ogres, conte musical de Leigh Sauerwein pour récitant et claviers (création en 1996 par André Wilms, Christophe Breteloup, François-Frédéric Guy, Olivier Baumont et Marc Chiron - Éditions Gallimard Jeunesse Musique  (ISBN 2-07-059562-5)
- 1996 : Le Désir est partout, pour flûte et violon (création le 10 juillet 1997 à l'Académie musicale Chigiana de Sienne par Juliette Hurel et Abigeila Voshtina - Éditions Salabert (EAS 19485)
- 1996 : Le Jardin des Délices, trio pour soprano, flûte et violoncelle (création 28 novembre 1996 à Villeneuve d'Ascq par Delphine Collot, Juliette Hurel et Henri Demarquette - Éditions Salabert (EAS 19493)
- 1996 : Musique pour Ming, pour flûte et violoncelle (création le 03 février 1996 à Beauvais par Juliette Hurel et Henri Demarquette) - Éditions Salabert (EAS 19449)
- 1996 : Prélude et Rondo, pour violoncelle (création le 19 mai 1996 à Lille par Henri Demarquette) - Éditions Salabert (EAS 19482)
- 1996 : Sonate, pour piano, commande du Conseil Général du Nord (création le 24 septembre 1996 à l'Opéra de Lille par François-Frédéric Guy) - Éditions Salabert (EAS 19464)
- 1997 : Cinq Préludes, pour piano , commande de la Société Chopin (création le 13 juillet 1997 au Festival Chopin de Paris, Orangerie des Jardins de Bagatelle, par François-Frédéric Guy) - Éditions Salabert (EAS 19539)
- 1997 : Huit Tableaux pour Orphée, commande du Festival de Violoncelles de Beauvais (création le à7 juillet 1997 à Beauvais par Delphine Collot et l'Octuor de violoncelles de Beauvais dirigé par Michel Meynaud - Éditions Salabert (EAS 19508)
- 1998 : Descendues des Étoiles, pour voix seule, texte de Michel Onfray (création en février 1999 à Paris Fondation Cartier par Delphine Collot - Éditions Salabert (EAS 1990)
- 1998 : Intrada, pour orchestre, commande de Radio-France (création le 29 janvier 1999 par l'Orchestre national d'Île-de-France dirigé par Pascal Rophé - Éditions Salabert (EAS 19618)
- 1998 : Méditation et Célébration, pour orgue (création le 23 avril 2002 en l'église Notre-Dame Sainte Mélaine de Rennes par Michel Bourcier) - Éditions Salabert (EAS 19947)
- 1998 : Tiento, pour clarinette et violoncelle (création le 22 avril 1998 à Valencia par Amand Angster et Walter Grimmer) - Éditions Salabert (EAS 19554)
- 1999 : Fanfare II, pour 10 cuivres et timbales, commande de l'Orchestre national d'Île-de-France dirigé par Jacques Mercier (création en octobre 1999 à Paris Salle Pleyel - Éditions Salabert (EAS 19758)
- 1999 : Passacaille, pour piano, commande du Concours International de Piano d'Orléans (création le 22 février 2000 à Orléans par les candidats du concours - 1999 Éditions Salabert (EAS 19725)
- 1999 : Quatuor à cordes n°2, commande de l'Académie Musicale de Villecroze (création le 22 janvier 2000 à Paris, Radio France par le Quatuor Ysaÿe) - Éditions Salabert (EAS 19855)
- 1999 : Sonata breve, pour violon (création le 07 mars 2000 à Paris, Radio-France par Stéphanie-Marie Degand) - Éditions Salabert (EAS 19847)
- 1999 : Éclipse, pour orchestre - Éditions Salabert (ASIN B0033OOAVU)
- 1999 : Éclipse, pour orchestre, commande de Hervé Corre de Valmalète pour le Festival des Flâneries musicales de Reims (création le 11 août 1999 à la Cathédrale de Reims par l'Orchestre de Bretagne dirigé par Stefan Sanderling) - Éditions Salabert (EAS 19725)
- 2000 : Concerto pour violoncelle et orchestre n°2, commande de Hervé Corre de Valmalète pour le Festival des Flâneries musicales de Reims (création le 11 juillet 2001 à la Basilique Saint-Remi de Reims avec Mstislav Rostropovitch et l'Orchestre national d'Île-de-France dirigé par Jacques Mercier) - Éditions Salabert (EAS 19885)
- 2000 : Lacrymosa pour clarinette et piano - Éditions Salabert  (ISBN 978-0048060426)
- 2000 : Mélancolie, pour violon et piano (création le 24 novembre 2000 à Tokyo par Ivry Gitlis et Itamar Golan) - Éditions Salabert (EAS 19901)
- 2000 : Sonate, pour deux violons - Éditions Salabert  (ISBN 978-0048059987)
- 2001 : Further, pour flûte traversière (création le 22 février 2002 au Festival de Mardi Graves de Bézier par Pierre-Yves Artaud) - Éditions Salabert (EAS 19917)
- 2001 : Incanto, pour orchestre, commande de l'Orchestre de Bretagne dirigé par Stefan Sanderling (création le 28 janvier 2002 au Lincoln Center de New York) - Éditions Salabert (EAS 19915) (ASIN B0033OOAVU)
- 2001 : Sonate n°2, pour piano, commande de Vahan Mardirossian (création le 31 mars 2001 au Théâtre de la Cigale de Paris par Vahan Mardirossian) - Éditions Salabert (EAS 19906)
- 2001 : Stèle, pour deux trompettes (création le 19 octobre 2001 à Guipel par Jean-Luc Schaeffer et Jean-Jacques Metz) - Éditions Salabert (EASQ 19962)
- 2002 : Adagio, pour orchestre, commande de Hervé Corre de Valmalète pour le Festival des Flâneries musicales de Reims (création le 28 août 2002 à la Cathédrale de Reims par l'Orchestre de Bretagne dirigé par Stefan Sanderling - Éditions Salabert (EAS 19920)
- 2002 : Concertino pour hautbois et orchestre, commande de l'Orchestre de Bretagne (création le 25 février 2002 par François Leleux, hautbois et direction) - Éditions Salabert (EAS 19922)
- 2002 : Duo, pour flûte traversière et Clarinette - Éditions Salabert
- 2002 : Mélancolie, pour violon et piano - Éditions Salabert  (ISBN 978-0048004635)
- 2002 : Trois esquisses pour violoncelle - Éditions Salabert  (ISBN 978-0048031716)
- 2003 : Concerto pour violon et orchestre n°2 (version révisée), commande de l'Orchestre de Paris (création le 20 novembre 2003 à Pau par Jean-Marc Phillips et l'Orchestre de Pau dirigé par Fayçal Karoui) - Éditions Salabert (EAS 19487)
- 2003 : Prière, pour chœur d'enfants ou voix de femmes, commande de l'IMEC (création le 01 octobre 2005 à l'Abbaye d'Ardenne de Caen par la Maîtrise de Caen dirigée par Olivier Opdebeek) - Éditions Salabert (EAS 19950)
- 2003 : Quattro Intermezzi, pour piano, commande de la BBC et de la Royal Philharmonic Society (création le 16 juillet 2004 au Festival de Cheltenham par Ashley Wass) - Éditions Salabert (EAS 19923)
- 2003 : Sinfonietta, pour orchestre - Éditions Salabert (ASIN B0033OOAVU)
- 2003 : Sinfonietta, pour orchestre, commande de l'Orchestre de Bretagne (création le 05 juin 2003 au Théâtre national de Bretagne de Rennes, direction William Lacey) - Éditions Salabert (EAS 20131)
- 2003 : Sonate, pour violon et violoncelle (création en septembre 2003 au Théâtre de Chambéry par Renaud Capuçon et Gautier Capuçon) - Éditions Salabert (EAS 19942) (ASIN 0048058386)
- 2004 : Capriccio, pour clarinette, commande de Hervé Corre de Valmalète pour le Festival des Flâneries musicales de Reims (création le 9 juillet 2003 au Grand Théâtre de Reims par Nicolas Baldeyrou)  Éditions Salabert (EAS 19940)
- 2004 : Poème, pour piano, commande du Festival Piano aux Jacobins (création le 09 septembre 2004 au Cloître des Jacobins de Toulouse par Vahan Mardirossian) - Éditions Salabert (EAS20138)
- 2004 : Seneca, last day, version anglaise de Sénèque, dernier jour - Éditions Salabert (EAS 19929pe)
- 2004 : Sénèque, dernier jour, concerto pour récitant et orchestre (texte de Xavier Couture), commande de l'Orchestre de Bretagne (création le 07 novembre 2004 à l'Opéra de Rennes par Michel Blanc et l'Orchestre de Bretagne dirigé par François-Xavier Roth) - Éditions Salabert (EAS 19929p)
- 2005 : Deuxième Méditation, pour chœur mixte (texte d'Alain Duault) - Éditions Salabert
- 2005 : Du fond caché de la clarté, pour chœur mixte (texte d'Alain Duault) - Éditions Salabert (EAS 19963)
- 2005 : Elégie, pour violon - Éditions Salabert  (ISBN 978-0048006066)
- 2005 : Rêverie, pour piano (création le 19 septembre 2005 à la Musikhochschule de Hamburg par Delphine Lizé) - Éditions Salabert (EAS 20140)
- 2005 : Salve Regina, pour chœur de femmes - Éditions Salabert
- 2006 : Lento, pour piano solo - Éditions Salabert
- 2006 : Ritornello, pour saxophone ténor solo - Éditions Salabert
- 2006 : Toccata, pour piano solo - Éditions Salabert
- 2007 : In terra pace, pour violoncelle et orchestre - Éditions Salabert
- 2007 : Les roses de Saadi, pour soprano et piano - Éditions Salabert
- 2007 : Mes heures perdues, pour baryton et piano - Éditions Salabert
- 2007 : Souvenir, pour mezzo-soprano et piano - Éditions Salabert
- 2008 : In excelsis, pour orchestre - Éditions Salabert
- 2009 : Around, pour guitare - Éditions Salabert  (ISBN 978-0048059697)
- 2009 : Invocation, pour violoncelle seul - Éditions Salabert  (ISBN 978-0048059512)
- 2009 : Quatuor à cordes n°2 - Éditions Salabert
- 2010 : Les Mains papillons, pour chœur mixte et chœur d'enfants - Éditions Salabert
- 2010 : Omaggio, pour piano solo - Éditions Salabert
- 2011 : Afterwards, pour flûte et piano - Éditions Salabert
- 2011 : Photo d'un enfant avec une trompette, sur un livret de Michel Blanc, pour ténor, actrice et huit instruments - Éditions Salabert
- 2011 : Trio, pour violon, violoncelle et piano - Éditions Salabert
- 2012 : Evocations, pour violoncelle et piano - Éditions Salabert  (ISBN 978-0048060013)
- 2013 : Affetuoso, in memoriam Henri Dutilleux, pour orchestre - Éditions Salabert
- 2013 : Concerto, pour orgue et orchestre (commande de l'Orchestre de Caen) - création par Stéphane Béchy en juin 2013 - Éditions Salabert
- 2013 : Stabat mater, pour violoncelle et chœur mixte - Éditions Salabert
- 2014 : In a dream, pour violon et piano - Éditions Salabert
- 2015 : Cercle, pour soprano et piano - Éditions Salabert  (ISBN 978-0048060709)
- 2015 : Matka, pour orchestre - Éditions Salabert
- 2015 : Nouvelle Étude, pour piano - Éditions Salabert
- 2015 : Rising, pour violoncelle solo - Éditions Salabert
- 2015 : Spirale, pour violoncelle et piano - Éditions Salabert 2017
- 2015 : Towards, pour percussion solo - Éditions Salabert (ASIN B00XJFKRDS)
- 2017 : Concerto, pour clarinette - Éditions Salabert
- 2017 : Rhapsodie, pour alto et piano (commande du Festival de Pâques d'Aix-en-Provence[12]) - création par Lise Berthaud et Suzana Bartal en 2018
- 2019 : Constellations, pour orchestre, commande du Festival International de Musique de Besançon, en hommage à l'Observatoire de Besançon.
- 2025 : Ballade pour violon et orchestre.
- 2025 : Concerto pour orchestre.

## Récompenses et distinctions
- 1988 : Stipendienpreis de Darmstadt[13]
- 1989 : Prix villa Médicis hors les murs
- 1991 : Bourse du Haut Conseil franco-allemand
- 1992 :  Lauréat du Concours Villa Médicis
- 1992 : Kranichstein Musikpreis de Darmstadt
- 1995 : Prix André-Caplet de l'Institut de France
- 1997 : Prix Hervé-Dugardin de la Société des auteurs, compositeurs et éditeurs de musique (SACEM)
- 2004 : Compositeur de l'année aux Victoires de la musique classique
- 2008 : Compositeur de l'année aux Victoires de la musique classique
- 2012 : Grand Prix SACEM de la musique symphonique
- 2014 : Grand Prix Lycéens des compositeurs

## Discographie
- Adagio (2002), par l'Orchestre de Bretagne dirigé par Stefan Sanderling, enregistré en août 2003 à l'Opéra de Rennes - Transart live[14] TR 122-3760036921225 (ASIN B0033OOAVU)
- Azur C (1990), par Pierre-Yves Artaud (flûte) - 2e2m CD 1004
- Capriccio 2004), par Nicolas Baldeyrou (clarinette), enregistré en concert au Conservatoire National de Région de Reims en juillet 2003 pendant les Flâneries musicales de Reims - Transart live TR 129-3760036921294
- Cinq Litanies (2002), par Vincent Warnier (orgue) - Intrada INTRA 003
- Cinq Préludes (1997), par Vahan Mardirossian (piano), enregistré en concert en juillet 2001 pendant les Flâneries musicales de Reims - Transart live TR 106-3760036921065 - Transart live TR 106
- Culte 1986) , par Pierre-Yves Artaud (flûte) - EDI PAN (Rome) PAN 3034
- Deux Études (1993), par Vahan Mardirossian (piano), enregistré en concert en juillet 2001 pendant les Flâneries musicales de Reims - Transart live TR 106-3760036921065
- Deux Études (1993), par Ortwin Stürmer (piano) - Ars Musici AM 1148-2
- Éclipse (2001), par l'Orchestre de Bretagne dirigé par Stefan Sanderling, enregistré en août 2003 à l'Opéra de Rennes - Transart live TR 122-3760036921225 (ASIN B0033OOAVU)
- Élégie (1995), par Marina Chiche, enregistré en concert au Conservatoire National de Région de Reims en juillet 2003 pendant les Flâneries musicales de Reims - Transart live TR 129-3760036921294
- Faustine et les Ogres (1996), par Christophe Breteloup (vibraphone et glockenspiel), François-Frédéric Guy (piano et célesta)), Olivier Baumont (clavecin), Marc Chiron (orgue), André Wilms (récitant) - Livre-CD Gallimard, collection Mes premières découvertes de la musique (n°111, les Claviers)
- Further (2001), par Silvia Careddu (flûte), enregistré en concert au Conservatoire National de Région de Reims en juillet 2003 pendant les Flâneries musicales de Reims - Transart live TR 129-3760036921294
- Incanto (2001), par l'Orchestre de Bretagne dirigé par Stefan Sanderling, enregistré en août 2003 à l'Opéra de Rennes - Transart live TR 122-3760036921225 (ASIN B0033OOAVU)
- Intrada (1998), par l'Orchestre national de France, dirigé par Pascal Rophé, enregistré en concert à Radio-France le 29 janvier 1999 - Transart live TR 104 (3760036921041)
- Le Jardin des Délices (1996), par Delphine Collot (soprano), Juliette Hurel (flûte), Henri Demarquette (piano) - Chamade CHCD 5654 (ASIN B000006ONG)
- Mélancolie (2000), par Marina Chiche (violon), Vahan Mardirossian (piano), enregistré en concert au Conservatoire National de Région de Reims en juillet 2003 pendant les Flâneries musicales de Reims - Transart live TR 129-3760036921294
- Musique pour Ming, par Silvia Careddu (flûte) et Henri Demarquette (violoncelle), enregistré en concert au Conservatoire National de Région de Reims en juillet 2003 pendant les Flâneries musicales de Reims - Transart live TR 129-3760036921294
- Nocturne (1995), par Henri Demarquette (violoncelle)et Vahan Mardirossian (piano), enregistré en concert au Conservatoire National de Région de Reims en juillet 2003 pendant les Flâneries musicales de Reims - Transart live TR 129-3760036921294
- Passacaille (1999), par Vahan Mardirossian (piano), enregistré en concert en juillet 2001 pendant les Flâneries musicales de Reims - Transart live TR 106-3760036921065
- Prélude et Rondo (1996), par Henri Demarquette (violoncelle), enregistré en concert au Conservatoire National de Région de Reims en juillet 2003 pendant les Flâneries musicales de Reims - Transart live TR 129-3760036921294
- Quatuor à cordes n°2 (1999), par le Quatuor Rosamonde (enregistré en concert au Conservatoire National de Région de Reims en juillet 2003 pendant les Flâneries musicales de Reims - Transart live TR 129-3760036921294
- Sinfonietta (2003), par l'Orchestre de Bretagne dirigé par Stefan Sanderling, enregistré en août 2003 à l'Opéra de Rennes - Transart live TR 122-3760036921225 (ASIN B0033OOAVU)
- Soleil rêvé (1992), par le Kammarensemblen - Live Caprice CAP 21581
- Sonata breve (1999), par Jean-Marc Phillips-Varjabedian (violon) - enregistrée en concert au Conservatoire National de Région de Reims en juillet 2003 pendant les Flâneries musicales de Reims - Transart live TR 129-3760036921294
- Sonate pour piano n°2 (2001), par Vahan Mardirossian (piano), enregistré en concert en juillet 2001 pendant les Flâneries musicales de Reims - Transart live TR 106-3760036921065
- Sonate pour piano n°1 (1996), par François-Frédéric Guy (piano) - Chamade CHCD 5654
- Sonate pour piano n°1 (1996), par Jean-Marc Phillips-Varjabedian (piano), enregistré en concert en juillet 2001 pendant les Flâneries musicales de Reims - Transart live TR 106 (3760036921065) (ASIN B000006ONG)
- Sonate pour violon et violoncelle (2003), par Renaud Capuçon (violon) et Gautier Capuçon (violoncelle) - Virgin Classics 5455862
- Towards (1991), par Jean Geoffroy (percussions) - Scarbo SK 3923
- Towards (1991), par Jonathan Faralli (percussions) - Arts 46558-2
- Trois Esquisses (1994), par Gautier Capuçon (violoncelle) - AFAA/Radio-France AFAA 002
- Trois Esquisses (1994), par Henri Demarquette (violoncelle), enregistré en concert au Conservatoire National de Région de Reims en juillet 2003 pendant les Flâneries musicales de Reims - Transart live TR 129-3760036921294
- Wadi (1992), par Juliette Hurel (flûte) - Naïve V4925